# 中京警察署
中京警察署（なかぎょうけいさつしょ）は、京都府警察が管轄する警察署の一つ。署員数約320名の大規模警察署であり、署長は警視正。

## 所在地
- 京都市中京区壬生坊城町48番地の16

## 管轄区域
- 京都市中京区

## 沿革
- 2012年（平成24年）4月1日：京都府警察の警察署等の再編整備実施計画に基づき開署。庁舎は京都市交通局の壬生庁舎跡地に建設された。廃止された堀川警察署と五条警察署が管轄していた中京区の管轄を引き継ぐ。

## 内部組織
- 会計課 - 会計係
- 警務課 - 警務係、留置管理係、犯罪被害者支援係、広聴・相談係
- 生活安全課 - 生活安全係、人身安全・少年係、保安係
- 地域課 - 地域第一係、地域第二係、地域第三係、地域管理係、機動警ら隊
- 刑事課 - 捜査管理係、強行犯係、知能犯係、盗犯係、鑑識係、組織犯罪対策係
- 交通課 - 交通総務係、交通指導係、交通事故捜査係
- 警備課 - 警備係

## 交番
（ ）の中は所在地。
- 四条大宮交番（京都市中京区四条通大宮西入錦大宮町117）
- 二条駅前交番（京都市中京区西ノ京星池町245）
- 西ノ京交番（京都市中京区西ノ京西月光町6-4）
- 佐井交番（京都市中京区西ノ京東中合町2）
- 千本丸太町交番（京都市中京区丸太町通千本西入聚楽廻東町2-5）
- 富小路交番（京都市中京区富小路通六角下る骨屋之町549番地）
- 東堀川交番（京都市中京区東堀川通蛸薬師亀屋町292-2）
- 東洞院交番（京都市中京区東洞院通四条上る阪東屋町664-17）
- 四条交番（京都市中京区四条通先斗町角柏屋町無番地）
- 木屋町二条交番（京都市中京区二条通木屋町西入樋之口町467）
- 二条殿交番（京都市中京区烏丸通御池上る二条殿町552）
- 丸太町交番（京都市中京区丸太町通烏丸東入光り堂町431-2）
- 御前松原交番（京都市中京区壬生東高田町1-2）

## 警備派出所
（ ）の中は所在地。
- 木屋町警備派出所（京都市中京区木屋町通四条上る二丁目下樵木町195-4）